# Masdevallia estradae
Masdevallia estradae är en orkidéart som beskrevs av Heinrich Gustav Reichenbach. Masdevallia estradae ingår i släktet Masdevallia och familjen orkidéer.
Artens utbredningsområde är Colombia. Inga underarter finns listade i Catalogue of Life.

## Bildgalleri

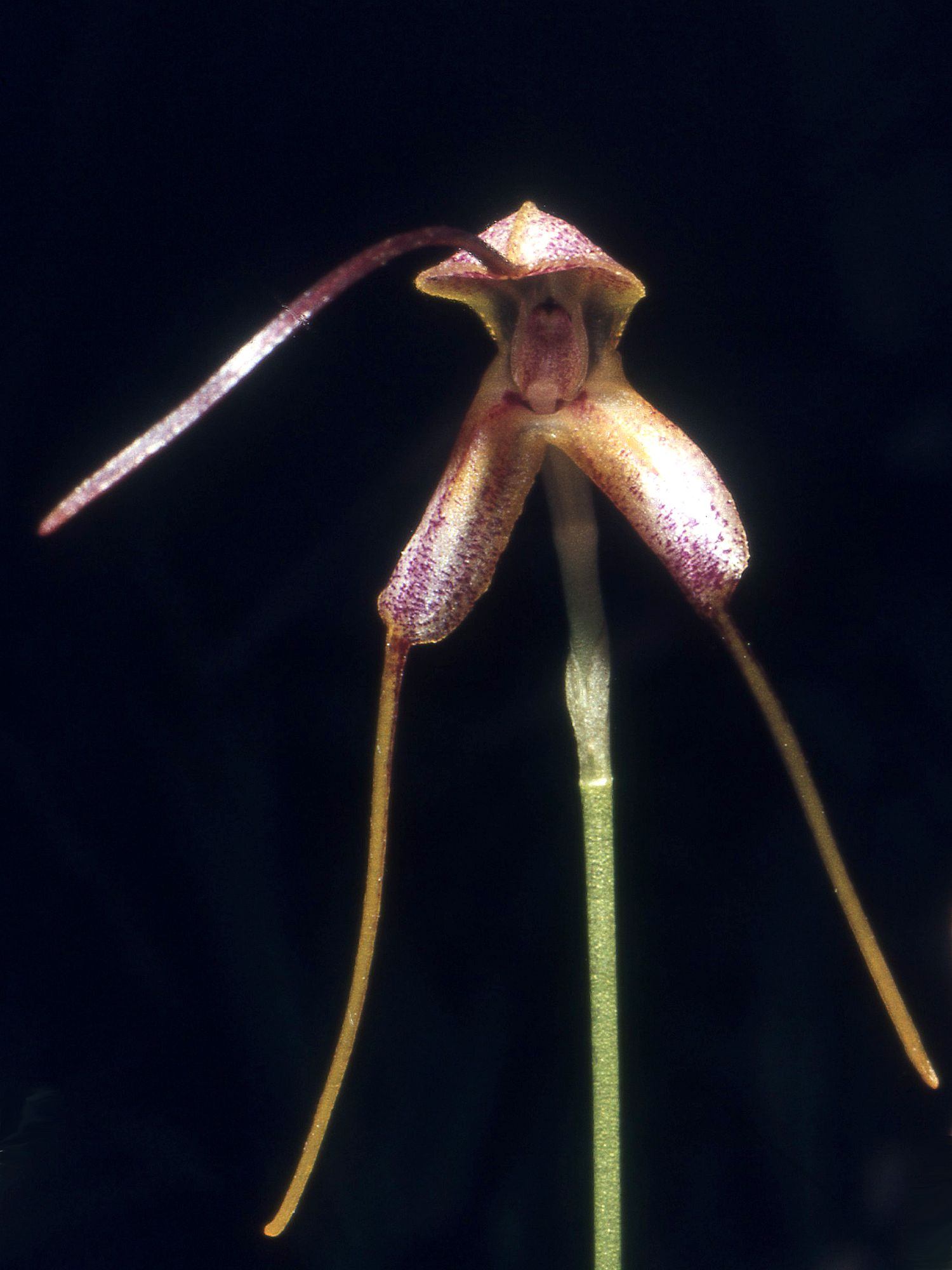
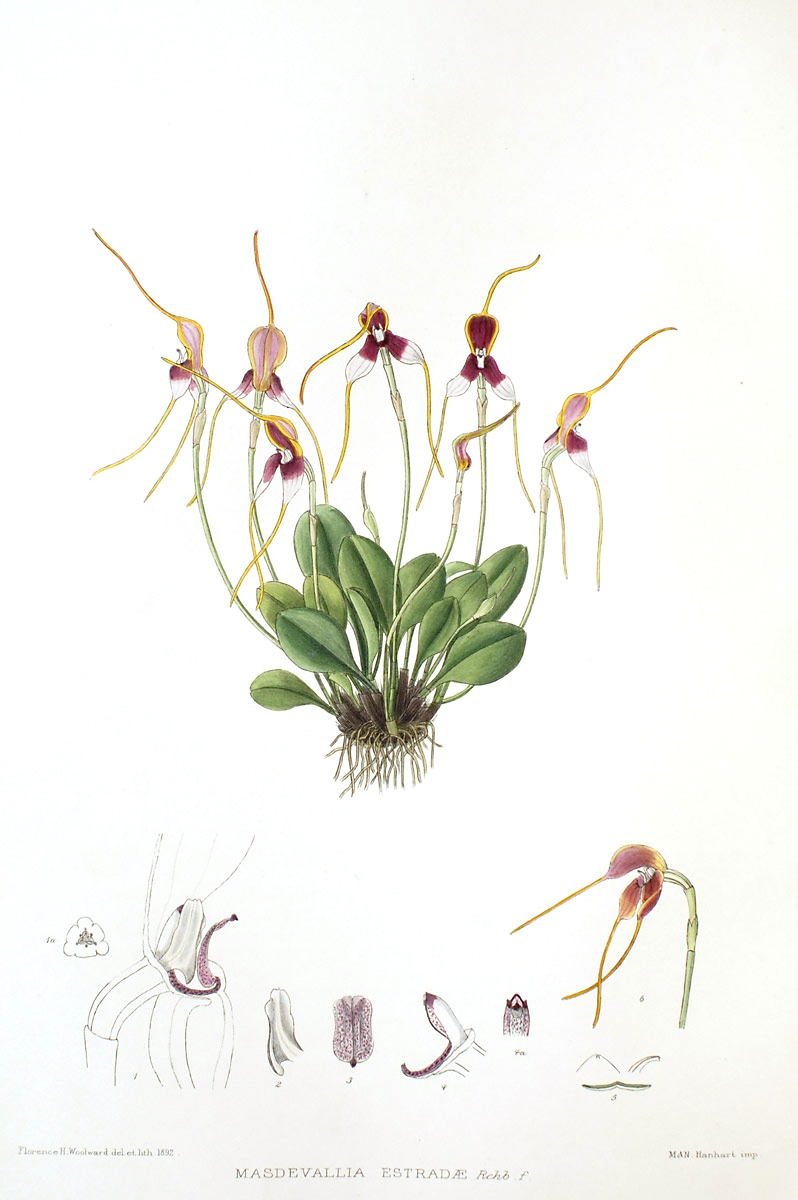